# Lucia Oetjen
Lucia Oetjen (26 de septiembre de 1981) es una deportista suiza que compitió en ciclismo de montaña en la disciplina de campo a través para cuatro. Ganó dos medallas de bronce en el Campeonato Europeo de Ciclismo de Montaña, en los años 2009 y 2012.

## Palmarés internacional
| Campeonato Europeo | Campeonato Europeo       | Campeonato Europeo | Campeonato Europeo    |
| Año                | Lugar                    | Medalla            | Competición           |
| ------------------ | ------------------------ | ------------------ | --------------------- |
| 2009               | Ajdovščina (Eslovenia)   | Medalla de bronce  | Campo a través para 4 |
| 2012               | Szczawno-Zdrój (Polonia) | Medalla de bronce  | Campo a través para 4 |